# Emeka Okafor
Pour les articles homonymes, voir Okafor.
Chukwuemeka Ndubuisi Okafor, connu sous le nom d’Emeka Okafor, né le 28 septembre 1982 à Houston dans le Texas, est un joueur américain de basket-ball. Il mesure 2,05 m et évolue au poste de pivot.

## Biographie
Okafor est né à Houston, au Texas. Ses parents sont originaires du Nigeria, et Emeka est le premier de la famille à être né aux États-Unis. Son père, Pie Okafor, est igbo. La famille Okafor déménage à Bartlesville dans l'Oklahoma parce que son père travaillait pour la Phillips Petroleum Company, dont le siège est dans cette ville. Emeka Okafor est inscrit à la YMCA Bartlesville afin d'apprendre à jouer au basket-ball. Jeune, il était fan des Houston Rockets de Clyde Drexler et surtout de son compatriote nigérian, le pivot Hakeem Olajuwon.

### Carrière au lycée
Okafor a joué au lycée Bellaire avec John Lucas III. Pour sa dernière saison en 2001, il y obtient des moyennes de 22 points, 16 rebonds et 7 contres dans sa dernière saison (senior). Cette saison Bellaire remporte 26 des 31 matchs de la saison régulière mais perd au troisième tour des séries éliminatoires de l'UIL contre le lycée Willowridge de TJ Ford, 56-42. Ce match est particulièrement notable, parce que cinq joueurs allaient, plus tard, jouer dans un final Four NCAA (pour Bellaire : Lucas III et Okafor et pour Willowridge : TJ Ford, Ivan McFarlin et Daniel Ewing) et tous les cinq ont passé au moins une saison en NBA. Okafor est beaucoup sollicité par les recruteurs pendant une grande partie de sa carrière au lycée et il choisit d'accepter une bourse d'études à l'université du Connecticut devant celles de l'Arkansas et Vanderbilt.

### Carrière universitaire
À l'université du Connecticut, Okafor est un étudiant talentueux en finances et titulaire d'une maîtrise en administration des affaires. Sur les terrains de basket-ball, du haut de ses 2,08 m, il est réputé pour ses capacités défensives et son habileté aux contres. Bien que gêné par des blessures au dos tout au long de la saison 2003-2004, Okafor aidé de Ben Gordon, Charlie Villanueva, Marcus Williams et Josh Boone porte les UConn Huskies jusqu’à la victoire lors du Final Four NCAA contre les Georgia Tech Yellow Jackets 82-73. Il est alors nommé meilleur joueur du tournoi (Most Outstanding Player) et également Best Male College Athlete ESPY Award en 2004.
Il se déclare alors éligible pour la Draft 2004 de la NBA, après trois années à l’université et un diplôme à la clé. Le 24 juin, la nouvelle franchise des Bobcats de Charlotte le sélectionne avec le second choix de draft et devient ainsi la première recrue de l'histoire du club. Le jour suivant, Okafor accepte l’invitation de rejoindre l’équipe des États-Unis de basket-ball aux Jeux olympiques 2004 à Athènes où il remporte la médaille de bronze.

### Carrière professionnelle

#### Bobcats de Charlotte

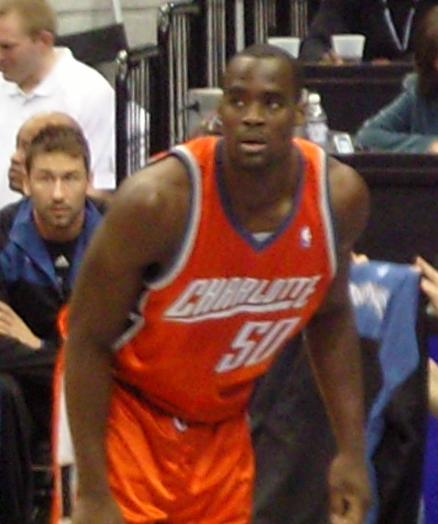
Okafor avec les Bobcats en 2007.

Pour sa saison rookie (2004-2005), il réussit 19 double-doubles (points et rebonds) entre novembre 2004 et janvier 2005. Il finit au septième rang pour le vote des titulaires de la Conférence Est au NBA All-Star Game avec 408 082 votes, de loin le plus grand nombre recueilli par un rookie en 2005. À la fin de la saison, Okafor remporte le titre de rookie de l'année devant Ben Gordon des Chicago Bulls, son ancien coéquipier à Connecticut. Il devient le symbole de la jeune franchise et sa pierre angulaire pour les années à venir. Le 24 juin 2005, les Bobcats activent une option qui permet d'étendre le contrat de rookie d'Okafor de 3 ans à 4 ans. Il termine sa saison avec des moyennes de 15,1 points, 10,9 rebonds (4e rang dans la ligue) et 1,7 contre.
La saison 2005-2006 est une saison noire pour Okafor : il prend du poids pendant l'intersaison et se blesse à la cheville. Il rate toute la première partie de la saison et revient pour les 26 derniers matchs. Il termine la saison avec des moyennes de 13,2 points, 10,0 rebonds et de 1,9 contre. C'est la deuxième saison consécutive où il finit avec un double-double de moyenne.
En vue de la saison 2006-2007, il s'entraîne l'été avec Hakeem Olajuwon et perd les 10 kilos qu'il avait pris l'été précédent. Okafor estime que cette perte de poids lui donne plus d'énergie et la mobilité. Il est le meilleur rebondeur et contreur des Bobcats. Le 29 décembre 2006, dans un match à domicile contre les Lakers de Los Angeles, Emeka Okafor marque 22 points, prend 25 rebonds et fait 4 contres en 51 minutes de jeu, dans une victoire 133 à 124 acquise en triple prolongation. Il réussit 8 contres contre les Mavericks de Dallas et les Celtics de Boston. Le 12 janvier 2007, il effectue 10 contres dans un match contre les Knicks de New York, établissant ainsi un record pour le nombre de contres au Madison Square Garden. Dans ce match, il finit avec 20 points, 9 rebonds et 10 contres, à 1 rebond du premier triple-double de la franchise. Plus tard dans la saison, il se blesse à la cheville et manque quinze matchs. Il termine la saison avec des moyennes de 14,4 points, 11,3 rebonds et 2,6 contres en 67 matchs.
Avant le début de la saison 2007-2008, Okafor refuse une prolongation de contrat avec les Bobcats (pour un contrat estimé à 60 millions de dollars sur cinq ans) mais dit vouloir rester aux Bobcats. Malgré une rivalité avec l'entraîneur-chef Sam Vincent durant toute la saison, Okafor réussit, pour la quatrième saison consécutive, un double-double de moyenne avec 13,8 points, 10,7 rebonds et 1,7 contre. Pour la première fois, il joue les 82 matchs de la saison régulière. À la fin de la saison, l'entraîneur Sam Vincent est licencié.
Pour la saison 2008-2009, il signe un contrat de 72 millions de dollars sur 6 ans avec les Bobcats. Il réussit pour la cinquième saison consécutive un double-double de moyenne avec 13,2 points, 10,1 rebonds et 1,7 contre.

#### Hornets de la Nouvelle-Orléans
En juillet 2009, il est échangé contre Tyson Chandler et part aux Hornets de la Nouvelle-Orléans. La principale faiblesse de Okafor est sa défense face à des pivots plus grands et plus lourds que lui, les Hornets comptent sur les qualités au rebond et à la marque d'Okafor. Il réussit une saison moyenne avec 10,4 points, 9 rebonds, 1,6 contre par match.
La saison 2010-2011 débute avec un nouvel entraîneur, Monty Williams, après la démission de Jeff Bower. Durant le mois de janvier, les Hornets égalent leur record de 10 victoires consécutives établi en 1998, notamment grâce au travail d'Emeka Okafor. Il termine la saison avec 10,3 points, 9,5 rebonds et 1,8 contre par match. Et pour la première fois, il participe aux playoffs mais les Hornets perdent au premier tour contre les Lakers de Los Angeles double tenants du titre 4 à 2.
La saison 2011-2012 est marquée par les départs de la star Chris Paul pour les Clippers de Los Angeles et de David West pour les Pacers de l'Indiana et les arrivées d'Eric Gordon et Chris Kaman des Clippers. Mais, Emeka Okafor réalise une nouvelle saison noire et ne participe qu'à 27 matchs pour des moyennes de 9,9 points, 7,9 rebonds, 1 contre par match.

#### Wizards de Washington
Le 20 juin 2012, il est échangé avec Trevor Ariza contre Rashard Lewis et part chez les Wizards de Washington. Il participe à 79 matchs de la saison régulière, pour des moyennes de 9,7 points, 8,8 rebonds et 1 contre par match.

#### Suns de Phoenix
Il est transféré en octobre 2013 en Arizona chez les Suns de Phoenix, contre Marcin Gortat, le pivot polonais ainsi que 3 joueurs mineurs (Kendall Marshall, Shannon Brown et Malcolm Lee). En plus d'Okafor, les Suns obtiennent le premier tour de la draft 2014 des Wizards de Washington. Blessé au dos, Okafor manque l'intégralité de la saison 2013-2014.

#### 87ers du Delaware
Le 25 septembre 2017, il signe avec les 76ers de Philadelphie pour le camp d'entraînement, après 4 ans sans jouer. Non retenu dans le groupe final, il rejoint l'équipe de NBA Gatorade League, les 87ers du Delaware, franchise affiliée aux 76ers de Philadelphie.

#### Pelicans de La Nouvelle-Orléans
Après plusieurs années loin de la NBA, il est engagé pour dix jours par les Pelicans de La Nouvelle-Orléans le 3 février 2018 pour pallier la blessure de DeMarcus Cousins et donne assez satisfaction pour être choisi par Alvin Gentry dans le cinq de départ face aux Pistons de Détroit (8 points, 7 rebonds et 1 contre en 14 minutes), sa première titularisation depuis cinq ans. Il signe ensuite pour le reste de la saison le 26 février.

## Records sur une rencontre en NBA
Les records personnels d'Emeka Okafor en NBA sont les suivants, :
| Type de statistique        | Saison régulière | Saison régulière          | Saison régulière | Playoffs | Playoffs                | Playoffs      |
| Type de statistique        | Record           | Adversaire                | Date             | Record   | Adversaire              | Date          |
| -------------------------- | ---------------- | ------------------------- | ---------------- | -------- | ----------------------- | ------------- |
| Points                     | 30               | Lakers de Los Angeles     | 12 mars 2005     | 15       | Lakers de Los Angeles   | 22 avril 2011 |
| Paniers marqués            | 13               | 3 fois                    | 3 fois           | 7        | Lakers de Los Angeles   | 22 avril 2011 |
| Paniers tentés             | 26               | Rockets de Houston        | 18 décembre 2004 | 9        | Lakers de Los Angeles   | 22 avril 2011 |
| Paniers à 3 points réussis | -                | -                         | -                | -        | -                       | -             |
| Paniers à 3 points tentés  | 1                | 2 fois                    | 2 fois           | -        | -                       | -             |
| Lancers francs réussis     | 13               | @ Magic d'Orlando         | 24 mars 2005     | 1        | 4 fois                  | 4 fois        |
| Lancers francs tentés      | 18               | Warriors de Golden State  | 5 mars 2008      | 4        | @ Lakers de Los Angeles | 26 avril 2011 |
| Rebonds offensifs          | 12               | Raptors de Toronto        | 17 janvier 2011  | 5        | Lakers de Los Angeles   | 24 avril 2011 |
| Rebonds défensifs          | 19               | Lakers de Los Angeles     | 29 décembre 2006 | 4        | 2 fois                  | 2 fois        |
| Rebonds totaux             | 25               | Lakers de Los Angeles     | 29 décembre 2006 | 8        | Lakers de Los Angeles   | 22 avril 2011 |
| Passes décisives           | 5                | 2 fois                    | 2 fois           | -        | -                       | -             |
| Interceptions              | 5                | 2 fois                    | 2 fois           | 2        | 2 fois                  | 2 fois        |
| Contres                    | 10               | @ Knicks de New York      | 12 janvier 2007  | 2        | 2 fois                  | 2 fois        |
| Balles perdues             | 7                | @ Spurs de San Antonio    | 18 mars 2005     | 4        | Lakers de Los Angeles   | 22 avril 2011 |
| Minutes jouées             | 52               | @ Clippers de Los Angeles | 6 décembre 2004  | 41       | Lakers de Los Angeles   | 22 avril 2011 |

- Double-double : 255
- Triple-double : 0

## Pour approfondir
- Liste des joueurs de NBA avec 10 contres et plus sur un match.
- Basket-ball aux Jeux olympiques d'été de 2004